# حجر (إب)
حجر هي إحدى قرى الجمهورية اليمنية. تتبع جغرافيا لمحافظة إب وإداريًا لمديرية السبرة. يبلغ تعداد سكانها 964 نسمة حسب الإحصاء الذي أجري عام 2004.